# Кілборн (Луїзіана)
Кілборн (англ. Kilbourne) — селище (англ. village) в США, в окрузі Вест-Керролл штату Луїзіана. Населення — 351 особа (2020).

## Географія
Кілборн розташований за координатами 32°59′50″ пн. ш. 91°18′50″ зх. д. / 32.99722° пн. ш. 91.31389° зх. д. (32.997175, -91.313885).  За даними Бюро перепису населення США в 2010 році селище мало площу 3,60 км², уся площа — суходіл.

## Демографія
Згідно з переписом 2010 року, у селищі мешкало 416 осіб у 176 домогосподарствах у складі 121 родини. Густота населення становила 116 осіб/км².  Було 196 помешкань (54/км²).
Расовий склад населення:
| - 93,0 % — білих - 2,6 % — чорних або афроамериканців - 1,7 % — корінних американців - 0,2 % — азіатів - 1,4 % — осіб інших рас |

До двох чи більше рас належало 1,0 %. Частка іспаномовних становила 1,4 % від усіх жителів.
За віковим діапазоном населення розподілялося таким чином: 23,6 % — особи молодші 18 років, 56,4 % — особи у віці 18—64 років, 20,0 % — особи у віці 65 років та старші. Медіана віку мешканця становила 39,0 року. На 100 осіб жіночої статі у селищі припадало 95,3 чоловіків;  на 100 жінок у віці від 18 років та старших — 90,4 чоловіків також старших 18 років.
Середній дохід на одне домашнє господарство  становив 49 223 долари США (медіана — 26 750), а середній дохід на одну сім'ю — 62 856 доларів (медіана — 49 375). За межею бідності перебувало 25,6 % осіб, у тому числі 52,8 % дітей у віці до 18 років та 7,1 % осіб у віці 65 років та старших.
Цивільне працевлаштоване населення становило 158 осіб. Основні галузі зайнятості: освіта, охорона здоров'я та соціальна допомога — 45,6 %, роздрібна торгівля — 13,9 %, сільське господарство, лісництво, риболовля — 8,2 %, публічна адміністрація — 7,0 %.